# Castrum de Montemart
Le castrum de Montemart, aussi appelé domaine de Montemart, est un ancien castrum situé sur la commune de Malemort, anciennement Malemort-sur-Corrèze, dans le département français de Corrèze, en région Nouvelle-Aquitaine.

## Historique
Le castrum de Montemart est cité au XIe siècle, comme possession de la famille de Malemort et se situe sur les hauteurs du petit village de Malemort. Néanmoins, une construction plus ancienne, dont il demeure un mur de pierre dans les fondations, existait déjà auparavant. Au XIe siècle, l'édifice se compose d'un petit donjon rectangulaire en granite, renforcé de trois contreforts par face, ainsi que d'un autre bâtiment rectangulaire, encastré dans le roc, aujourd'hui disparu. C'était peut-être un corps de logis.
Le castrum de Montemart n'est délaissé qu'au XIVe siècle, lorsque la famille de Malemort s'installe dans son nouveau château, construit au centre du village, le château de Bréniges. Le castrum tombe alors peu à peu en ruine. Au milieu du XIXe siècle, la famille Hom, détentrice du domaine, y construit une maison, toujours existante, mais elle-aussi dans un état de délabrement avancé. Aujourd'hui, il ne demeure de l'édifice que les pans Sud-ouest et Sud-est du donjon, ainsi que les traces d'un étage. De plus, on trouve les restes d'entrées de caves et d'abris troglodytiques. En 2003, la mairie de Malemort-sur-Corrèze rachète les parcelles et sécurise les ruines. 
Le castrum de Montemart est inscrit au titre de monument historique par arrêté du 13 août 2012, à l'exception de la maison de la famille Hom, qui pourrait être détruite dans les années à venir.